# Denk-Sport-Organisation
Die Denk-Sport-Organisation (englisch Mind Sports Organisation, MSO) fördert Denksportarten inklusive Kontrakt-Bridge, Schach, Go, Mastermind (Superhirn) und Scrabble. Sie wurde gegründet in Verbindung mit der Denk-Sport-Olympiade (engl. Mind Sports Olympiad, MSO). Seit 1997 organisiert die Denk-Sport-Organisation jährlich in Großbritannien die Hauptveranstaltung der Denk-Sport-Olympiade, kleinere Veranstaltungen gibt es auch andernorts, insbesondere in Mailand.

## Die Denk-Sport-Olympiade
Die erste Denk-Sport-Olympiade wurde 1997 in der Royal Festival Hall in London abgehalten. Sie vereinigte so viele Strategie-Spiele und Disziplinen wie nie zuvor. William Hartston sagte in The Independent: „Das größte Spielefest, das jemals hier (oder anderswo) stattgefunden hat“.
Neben vielen bekannten Spielen wurden auch zwei neue Disziplinen, die die MSO selbst erfunden hatte, eingeführt: Pentamind und Decamentathlon. Die beiden Mehrkampf-Disziplinen sind inspiriert vom Modernen Fünfkampf und dem Zehnkampf. Ihre Einführung war Teil der Absicht, eine Olympiade des Geistes zu schaffen.
Die Denk-Sport-Olympiade kehrte 1998 und 1999 aufgrund von Sponsoren zurück nach London. 2000 gab es eine Kontroverse zwischen den Organisatoren, doch eine erfolgreiche Veranstaltung wurde 2000 in Alexandra Palace abgehalten.
In diesem Zeitraum gab es einige Satellitenveranstaltungen unter dem Dach der Denk-Sport-Olympiade. Diese fanden in Cambridge, Südkorea, Mailand und Prag statt.
Die Hauptveranstaltung der Denk-Sport-Olympiade fand weiterhin statt, doch ohne Sponsoren. Austragungsorte waren diverse Universitäten. Das Ereignis war in den Jahren 2001–2006 weiterhin gut besucht. 2004 gab es gesonderte Wettkämpfe für Schulen in Schach, Go, Quizzen und Intelligenz-Aufgaben. Doch 2007 fand die Geistes-Sport-Olympiade nur noch in einem kleinen Veranstaltungsort, der Potters Bar, statt, da es weder Sponsoren noch Werbung gab.
2008 kehrte die Denk-Sport-Olympiade an einen zentralen Veranstaltungsort in Zentral-London, nach The Royal Horticultural Halls, Westminster, zurück, wo auch vom 21. bis zum 31. August 2009 die nächste Denk-Sport-Olympiade stattfand.
Trotz der Schwierigkeiten der Hauptveranstaltungen laufen viele der Satelliten-Veranstaltungen gut.

## Veranstaltungsorte
Die Denk-Sport-Olympiade fand seit 1997 bislang jährlich an folgenden Orten in Großbritannien statt:
- 1997 Royal Festival Hall, London[2]
- 1998 Novotel Hotel, Hammersmith[11]
- 1999 Kensington Olympia, London[12]
- 2000 Alexandra Palace, London[5]
- 2001 South Bank University, London
- 2002 Loughborough University, Loughborough
- 2003 University of Manchester, Manchester[13]
- 2004 Manchester University, Manchester[13]
- 2005 Manchester University, Manchester[13]
- 2006 University of Westminster, London
- 2007 Potters Bar[9]
- 2008 Royal Horticultural Halls, London
- 2009 Royal Horticultural Halls, London[10]
- 2010 Soho Theatre, London[14]
- 2011 Universität London, London
- 2012 Universität London, London
- 2013 Universität London, London
- 2014 JW3, London
- 2015 JW3, London
- 2016 JW3, London

## Disziplinen der Denk-Sport-Olympiade
Die Denk-Sport-Olympiade besteht hauptsächlich aus Einzeldisziplinen. Meist wird um den nominellen Titel des Olympiade-Meisters gekämpft, doch bei einigen Marken-Spielen haben der Spieleerfinder und der Verlag erlaubt, die offiziellen Weltmeisterschaften auszutragen. Medaillen und neuerdings auch Trophäen werden in jeder Disziplin in Gold, Silver und Bronze, wie auch Ränge zuerkannt, ähnliche Belohnungen gibt es in jeder Disziplin in Jugendmeisterschaften. Anfangs haben großzügige Sponsoren es ermöglicht, größere finanzielle Preise bei vielen Disziplinen auszusetzen, doch in den letzten Jahren wurden diese stark gekürzt und zumeist auf Disziplinen beschränkt, die speziell von einem Sponsor gefördert wurden.
Folgende Spiele sind Disziplinen:
Bekannte Spiele: Schach, Bridge, Dame, Go, Shōgi, Backgammon, Xiangqi, Othello (≈ Reversi), Poker, Cribbage, Mastermind.
Neuere Spiele:
Abalone, Bōku, Continuo (Spiel), Entropy, Lines of Action (LOA), Pacru, Twixt, Kamisado, Quoridor
Bei MSO-Turnieren ist Decamentathlon ein Mehrkampf, in dem Spieler in zehn verschiedenen Denksportarten antreten: Gedächtnissport, Kopfrechnen, Intelligenzquotient, Kontrakt-Bridge, Schach, Othello, 8x8-Dame, Go, Mastermind und kreatives Denken.

## Pentamind
Pentamind war eine Erfindung der Denk-Sport-Olympiade und ein Versuch, zusammen mit Decamentathlon eine Disziplin für Teilnehmer in vielen Sparten zu schaffen, ähnlich den Disziplinen Zehnkampf und Fünfkampf bei den Olympischen Spielen. Anders als bei Decamentathlon hat Pentamind ein wenig festgelegtes Format. Nicht erlaubt sind Spiele, die einander zu ähnlich sind oder üblicherweise eine lange Veranstaltung benötigen, ansonsten können von jedem Teilnehmer beliebige fünf Disziplinen des Programms ausgesucht werden. Trotzdem wird es als einer der besten Disziplinen für Multitalente angesehen.
Der Pentamind-Meister ist der Spieler mit den meisten "Pentamind-Punkten". Diese ergeben sich in jeder Disziplin als 100 x (n - p) / (n - 1), wobei n die Spieleranzahl und p die Position des Spielers in der Ergebnistabelle einer Disziplin sind. Für p gelten keine Losungen, gemeinsame Positionen werden geteilt. Spieler können ihre Pentamind-Gegner auch in nicht von ihnen selbst ausgewählten Disziplinen, indem sie sie in von den Gegner ausgewählten Disziplinen besiegen und so deren Pentamind-Punkte reduzieren.

## Struktur der Organisation
Anfangs wurde die MSO von starken Firmen-Sponsoren unterstützt und wurde von der Firma MSO Worldwide (MSOW) kontrolliert, die Geld von Risiko-Kapitalisten aus Schweden bekam. Bei der zweiten Olympiade zogen sich viele Sponsoren zurück, und seither gibt es Finanzierungsprobleme. Zu den Veranstaltern zählten David Levy, der ursprüngliche Initiator des MSO-Konzepts, Tony Buzan und Raymond Keene.
Nach einer sich verschlechternden Finanzsituation gab es Schwierigkeiten für die MSOW und das Ziel, die weltweit führende Kraft in der Förderung des Geistes-Sports zu werden, wurde nicht erreicht, da das investierte Geld (genau £ 1.000.000) ausgegeben war. Die MSOW meldete im Mai 2001 Konkurs an. David Levy wurde die Leitungsfigur. Tony Buzan zog sich zurück. Ray Keene ebenso, da er lieber bedeutendere Veranstaltungen förderte, zum Beispiel die PCA Schach-Weltmeisterschaft 2000 mit Garri Kasparow und Wladimir Kramnik.

## Kontroversen zur Denk-Sport-Olympiade
Einige Kommentatoren bezweifelten anfangs das Niveau der Veranstaltung und sahen die den Siegern zuerkannten Titeln als übertrieben an. Ein Beispiel war 1998 die erste Poker-Amateur-Weltmeisterschaft, die wie ein Anfängerturnier beschrieben war. Damals war Internet-Poker unbekannt, viele Leute, die alles mitspielten, nahmen wegen Zeitkonflikten gar nicht teil.
Schwerwiegender war der Streit vor der dritten Olympiade, durch den sich die ursprünglichen Organisatoren öffentlich zerstritten. Raymond Keene kritisierte seinen Schwager David Levy, und die Finanzen brachen ein. In den folgenden Jahren gab es weder Sponsoren noch Werbung, und die Olympiade war bis 2007 eine eher kleinere Veranstaltung mit weniger Disziplinen. Dies änderte sich erst 2008.

## Pentamind-Weltmeister
Fünfmal wurde Demis Hassabis Sieger.
- 1997:  Kenneth J. Wilshire (Wales)
- 1998:  Demis Hassabis (England)
- 1999:  Demis Hassabis (England)
- 2000:  Demis Hassabis (England)
- 2001:  Demis Hassabis (England)
- 2002:  Dario De Tofoli (Italien)
- 2003:  Demis Hassabis (England)
- 2004:  Alain S. Dekker (Südafrika)
- 2005:  Tim Hebbes (England)
- 2006:  Jan Stastna (Tschechien)
- 2007:  David M. Pearce (England)
- 2008:  David M. Pearce (England)
- 2009:  Martyn Hamer (England)
- 2010:  Paco de la Banda (Spanien)
- 2011:  Andres Kuusk (Estland)
- 2012:  Dario De Tofoli (Italien)
- 2013:  Ankush Khandelwal (England) und  Andres Kuusk (Estland)
- 2014:  Andres Kuusk (Estland)
- 2015:  James Heppell (England)
- 2016:  Andres Kuusk (Estland)

- 2017:  James Heppell (England)
- 2018:  Ankush Khandelwal (England)